# Нови земаљски календар
Нови земаљски календар (енглески: New Earth Calendar) је предлог за реформу календара James A. Reich-a, којим би се добио вечни календар са 364-дневном годином од 13 идентичних месеци са по 28 дана. Сваких пет година би се, уз неке изузетке, после 28. децембра додавала "преступна седмица", како би се година ускладила са Сунчевим циклусом. 
Месеци су названи исто као и у грегоријанском календару, осим што је између Јуна и Јула уметнут нови месец по имену Luna. Сваки месец почиње у понедељак и завршава се у недељу.
Сваки месец би изгледао овако:
| Пон | Уто | Срд | Чет | Пет | Суб | Нед |
| --- | --- | --- | --- | --- | --- | --- |
| 1   | 2   | 3   | 4   | 5   | 6   | 7   |
| 8   | 9   | 10  | 11  | 12  | 13  | 14  |
| 15  | 16  | 17  | 18  | 19  | 20  | 21  |
| 22  | 23  | 24  | 25  | 26  | 27  | 28  |

## Правило преступне седмице и Нова година
Преступне године, које имају додату једну седмицу, су оне чији је број дељив са пет; године дељиве са 40 имају преступну седмицу само ако су дељиве и са 400.
Године су тако распоређене да ће нова година коинцидирати са грегоријанском 2001. и затим сваки пут када грегоријанска година почиње у понедељак, током 21. века.

## Одлике и предности
- Календар је вечан, не мења се од године до године
- Сваки месец почиње понедељком
- Пошто ће датум у једној години бити на исти седмични дан у свим следећим годинама, пословне, владине, образовне и друге институције ће моћи да направе распореде за више година унапред
- Седмични дани су везани за одређене дане месеца, сваког месеца и сваке године
- Година има четири једнака пословна квартала од 91 дан/13 седмица
- Нема „ванкалендарских“ дана (ван седмичног циклуса), као неки други предлози. Сви дани се обрачунају у преступним годинама.